# Ärla socken
Ärla socken i Södermanland ingick i Österrekarne härad, ingår sedan 1971 i Eskilstuna kommun och motsvarar från 2016 Ärla distrikt.
Socknens areal är 135,82 kvadratkilometer, varav 128,31 land. År 2000 fanns här 2 173 invånare. Slottet Rinkesta, tätorten Ärla samt kyrkbyn Hamra med sockenkyrkan Ärla kyrka ligger i socknen.  

## Administrativ historik
Ärla socken har medeltida ursprung. 
Vid kommunreformen 1862 övergick socknens ansvar för de kyrkliga frågorna till Ärla församling och för de borgerliga frågorna till Ärla landskommun. Landskommunen inkorporerade 1952 Stenkvista landskommun och uppgick 1971 i Eskilstuna kommun. Församlingen uppgick 2006 i Stenkvista-Ärla församling.
1 januari 2016 inrättades distriktet Ärla, med samma omfattning som församlingen hade 1999/2000.
Socknen har tillhört län, fögderier, tingslag och domsagor enligt vad som beskrivs i artikeln Österrekarne härad.  De indelta soldaterna tillhörde Södermanlands regemente, Öster Rekarne kompani.

## Geografi
Ärla socken ligger sydost om Eskilstuna och delas av Kjulaåsen och har Mälarmården i söder. Socknen är odlad slättbygd vid ett antal sjöar och är i övrigt en skogsbygd.
Socknens huvudort, Ärla, uppstod som stationssamhälle när Norra Södermanlands järnväg invigdes 1895. Orten är belägen omkring 7 km nordost om socknens tidigare centrum vid Ärla kyrka. I Ärla socken ligger Rinkesta slott med anor tillbaka till 1379 och en praktfull huvudbyggnad från 1600-talet.

## Fornlämningar
Boplatser från stenåldern och gravrösen från bronsåldern är funna. Från järnåldern finns tolv gravfält. Två fornborgar och en runristning vid Skogshall är kända.

## Namnet
Namnet (1278 Ärlä) kommer från den steniga backterrängen vid kyrkan och innehåller äril, 'härd; bottenstenen i ugn; småstenig jord, grusblandad alv'.
Enligt beslut den 22 oktober 1927 fastställdes socknens namn som Ärla. Innan hade namnet Ärila också förekommit.